# Hispo tenuis
Hispo tenuis är en spindelart som beskrevs av Fred R. Wanless 1981. Hispo tenuis ingår i släktet Hispo och familjen hoppspindlar. Inga underarter finns listade i Catalogue of Life.